# Lode Baekelmans

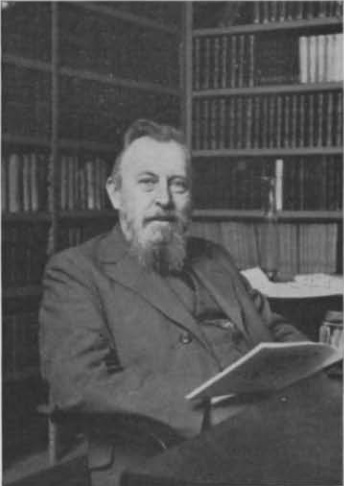
Lode Baekelmans

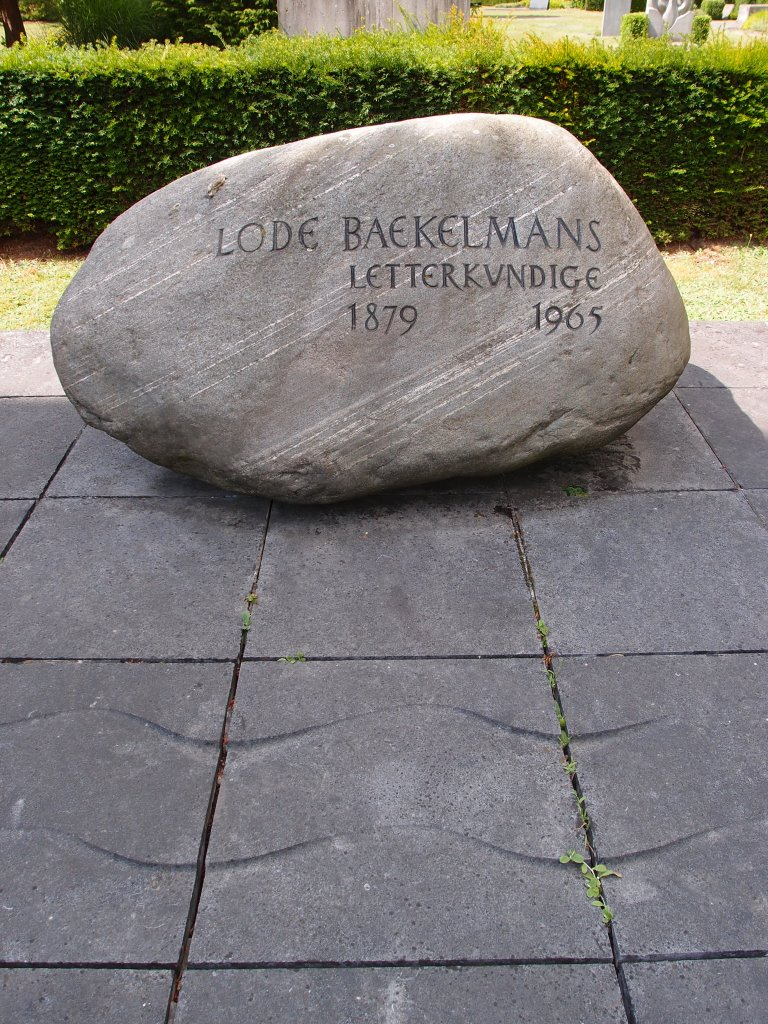
Grab von Lode Baekelmans auf dem Friedhof Schoonselhof in Antwerpen

Lode Baekelmans (* 26. Januar 1879 in Antwerpen, Belgien; † 11. Mai 1965 ebenda) war ein flämischer Schriftsteller und Erzähler.

## Leben
Baekelmans wuchs in der Hafenregion Antwerpens auf. Während seiner Jugend entwickelte er ein großes Interesse an den Einwohnern der Region, das seine späteren Werke prägen sollte.
Lode Baekelmans heiratete Alida Resseler, die Tochter Victor Resselers (1877–1955).

## Werke (Auswahl)
- Havenlichtjes (1905)
- Zonnekloppers (1906)
- Dwaze Tronies (1907)
- Tille (1912); in seinem Hauptwerk beschreibt Baekelmans das Leben seiner Heimatstadt, es basiert zum Teil auf ihm bekannten Personen
- Mijnheer Snepvangers (1919)
- Europa hotel (1921)
- De blauwe schuyte (1924)
- Elck wat wils (1925)
- De ongerepte heide (1927)
- Het rad van avontuur (1933)
- Ontmoetingen (1951)

## Hörspiel
- 1955: Een Sylvesterawend – Regie: Günter Jansen, mit Otto Lüthje, Hartwig Sievers, Heinz Lanker, Rudolf Beiswanger (NWDR Hamburg)